# Hallo München
Hallo München ist eine kostenlose, durch Werbung finanzierte Stadtzeitung für die bayerische Landeshauptstadt München und ihre Stadtviertel. Das boulevardeske Blatt gehört zur Mediengruppe Münchner Merkur/tz und erscheint samstags. Die Gesamtauflage umfasst gut 600.000 Exemplare. Der Schwerpunkt der Berichterstattung liegt neben „Münchner Geschichten“ vor allem auf den Geschehnissen in den Stadtteilen. Geboten werden Porträts von Münchner Persönlichkeiten, ausführliche Interviews sowie umfassende Berichte aus den Bezirksausschüssen (vgl. Stadtbezirke Münchens), über die Bewohner der Viertel bewegende Themen und in den Stadtteilen geplante (Bau-)Projekte.

## Geschichte
Im März 2006 erschien die erste Ausgabe von Hallo München. Als Gründungschefredakteur zeichnete Mike Eder, vormals Lokalchef der Münchner Abendzeitung, verantwortlich. In fünf Ausgaben wurden zunächst die Haushalte im Münchner Süden, Südwesten, Osten, Norden und der Mitte erreicht.
Überregionale Bekanntheit erlangte die Stadtzeitung 2013 in Zusammenhang mit der Vergabe der Presseplätze beim NSU-Prozess.